# Hot in It
«Hot in It» — песня голландского диджея и продюсера Tiësto и британский певицы Charli XCX, выпущенная 30 июня 2022 года лейблами Musical Freedom и Atlantic Records как четвёртый сингл седьмого студийного альбома Tiësto Drive. Это их первое прямое сотрудничество, Tiësto ранее делал ремиксы на песни «I Love It» и «Break the Rules».
Песня достигла первого места в Латвии и в топ-40 в Великобритании, СНГ, Венгрии, Ирландии и Нидерландах.

## Предыстория
Charlie XCX объявила в мае 2022 года о песне в своих аккаунтах в соцсетях, поделившись фрагментом припева в видео, размещенном на её TikTok. Tiësto заявил, что знал, что песня будет «разгромом», когда впервые услышал вокал Charlie на записи, а также сказал, что было «удивительно видеть, как все реагируют на сообщение песни».

## Отзывы
Том Брейхан из Stereogum назвал песню «короткой дэнс-поп-композицией с хрупким ритмом Tiësto и текстом о преодолении расставания, ударом об танцпол и хорошей внешности», написав, что Charlie поёт о «rockin' it, droppin’ it, тряся задницей, no stoppin’ it». На iHeartRadio Music Awards 2023 года песня была номинирована на танцевальную песню года.

### Списки
| Публикация   | Награда                   | Место | Примечания |
| ------------ | ------------------------- | ----- | ---------- |
| The Guardian | 20 лучших песен 2022 года | 15    | [ 6 ]      |

## Коммерческий успех
В выпуске UK Singles Chart от 18 июля 2022 года песня достигла 24-го места. 12 июля 2022 года песня достигла 85-го места в чарте Canadian Hot 100.

## Участники записи
- Tiësto – продюсер
- Charli XCX – вокал
- Goldfingers – продюсер
- Тим Деал – клавишные, программирование
- Барт Шудель – вокальное производство
- Том Норрис – микширование

## Чарты
| Чарт (2022–2025)                           | Высшая позиция |
| ------------------------------------------ | -------------- |
| Канада (Billboard Canadian Hot 100)        | 85             |
| СНГ (TopHit)                               | 18             |
| Чехия (Rádio — Top 100)                    | 53             |
| Германия (GfK)                             | 76             |
| Germany Airplay (BVMI)                     | 33             |
| Мир (Billboard Global 200)                 | 136            |
| Greece International (IFPI)                | 39             |
| Венгрия (Dance Top 40)                     | 25             |
| Венгрия (Rádiós Top 40)                    | 32             |
| Венгрия (Single Top 40)                    | 24             |
| Ирландия (IRMA)                            | 27             |
| Latvia (EHR)                               | 1              |
| Lithuania (AGATA)                          | 62             |
| Нидерланды (Dutch Top 40)                  | 12             |
| Нидерланды (Single Top 100)                | 19             |
| New Zealand Hot Singles (RMNZ)             | 8              |
| Польша (Polish Airplay Top 100)            | 42             |
| Задан неверный чарт Russiaradio            | 28             |
| Словакия (Rádio — Top 100)                 | 77             |
| Словакия (Singles Digitál Top 100)         | 61             |
| Sweden (Sverigetopplistan)                 | 56             |
| Великобритания (OCC UK Singles)            | 24             |
| Великобритания (OCC UK Dance)              | 11             |
| США (Billboard Hot Dance/Electronic Songs) | 10             |

| Чарт (2022)             | Высшая позиция |
| ----------------------- | -------------- |
| Russia Airplay (TopHit) | 22             |

| Чарт (2022)                               | Позиция |
| ----------------------------------------- | ------- |
| Netherlands (Dutch Top 40)                | 65      |
| Netherlands (Single Top 100)              | 88      |
| Russia Airplay (TopHit)                   | 144     |
| US Hot Dance/Electronic Songs (Billboard) | 42      |

## Сертификации
| Регион                                                                      | Сертификация | Продажи |
| --------------------------------------------------------------------------- | ------------ | ------- |
| Канада (Music Canada)                                                       | Золотой      | 40 000  |
| Новая Зеландия (RMNZ)                                                       | Золотой      | 15 000  |
| Польша (ZPAV)                                                               | Золотой      | 25 000  |
| Великобритания (BPI)                                                        | Золотой      | 400 000 |
| Данные о продажах + прослушиваниях приведены только на основе сертификации. |              |         |